# Xylopia africana
Espèce
Synonymes
- Melodorum africanum Benth.[1] [2]
- Xylopia aff. africana GS-2017 (préféré par NCBI)[3]
- Xylopia africana (Benth.) Oliv. (Benth.) Oliv. (préféré par UICN)[2]
- Xylopia africana[3]
- Xylopicrum africanum (Oliv.) Kuntze[1]

Statut de conservation UICN

 VU A2c : Vulnérable
Xylopia africana (Benth.) Oliv. est une espèce de plantes à fleurs de la famille des Annonaceae et du genre Xylopia. C'est un arbre présent en Afrique tropicale.

## Description
C'est un petit arbre pouvant atteindre 12 m de hauteur.

## Distribution
Assez répandue, l'espèce est présente sur l'île de São Tomé (Sao Tomé-et-Principe), sur celle de Bioko (Guinée équatoriale), à Obudu au sud-est du Nigeria, et surtout au Cameroun, dans la réserve forestière de Bali Ngemba (Nord-Ouest) et sur de nombreux sites de la Région du Sud-Ouest (mont Cameroun, monts Bakossi, monts Rumpi, Fossimondi).